# Jungermanniopsida

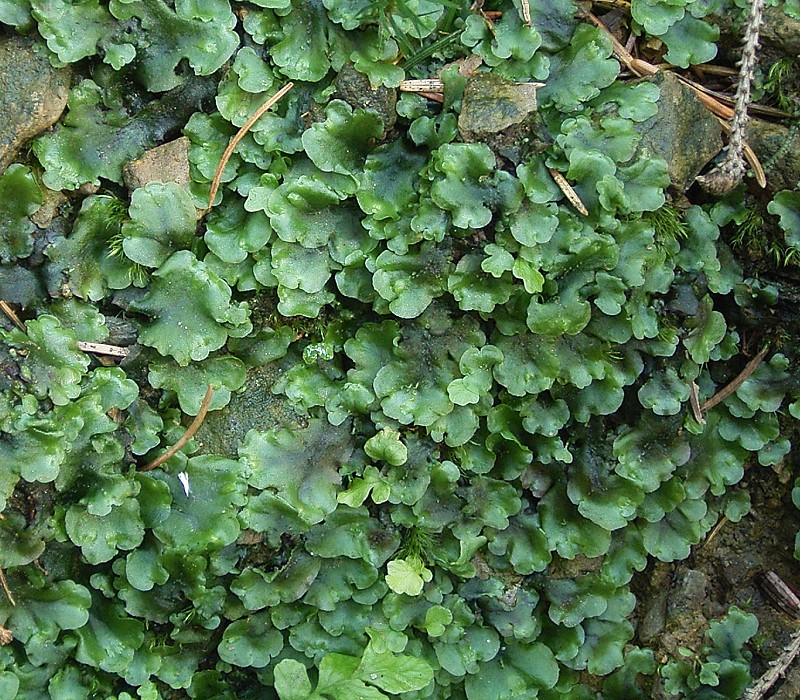
Pellia epiphylla (Pelliidae).

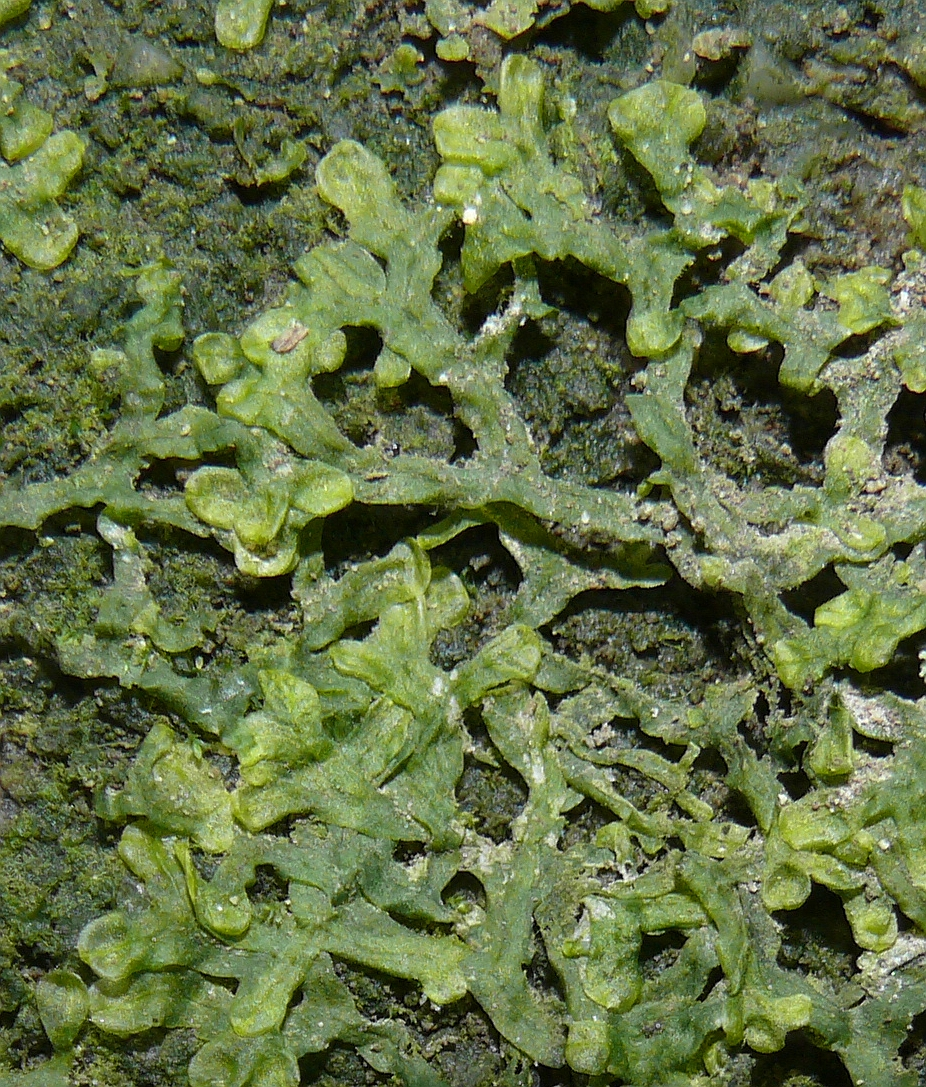
Metzgeria conjugata (Metzgeriidae).

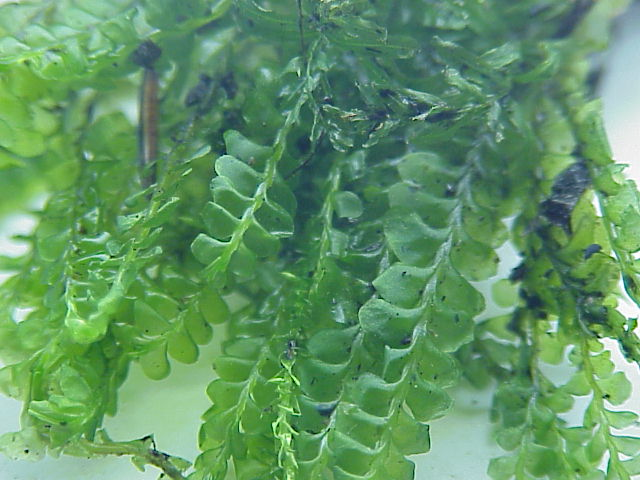
Plagiochila aspleniode (Jungermanniidae).

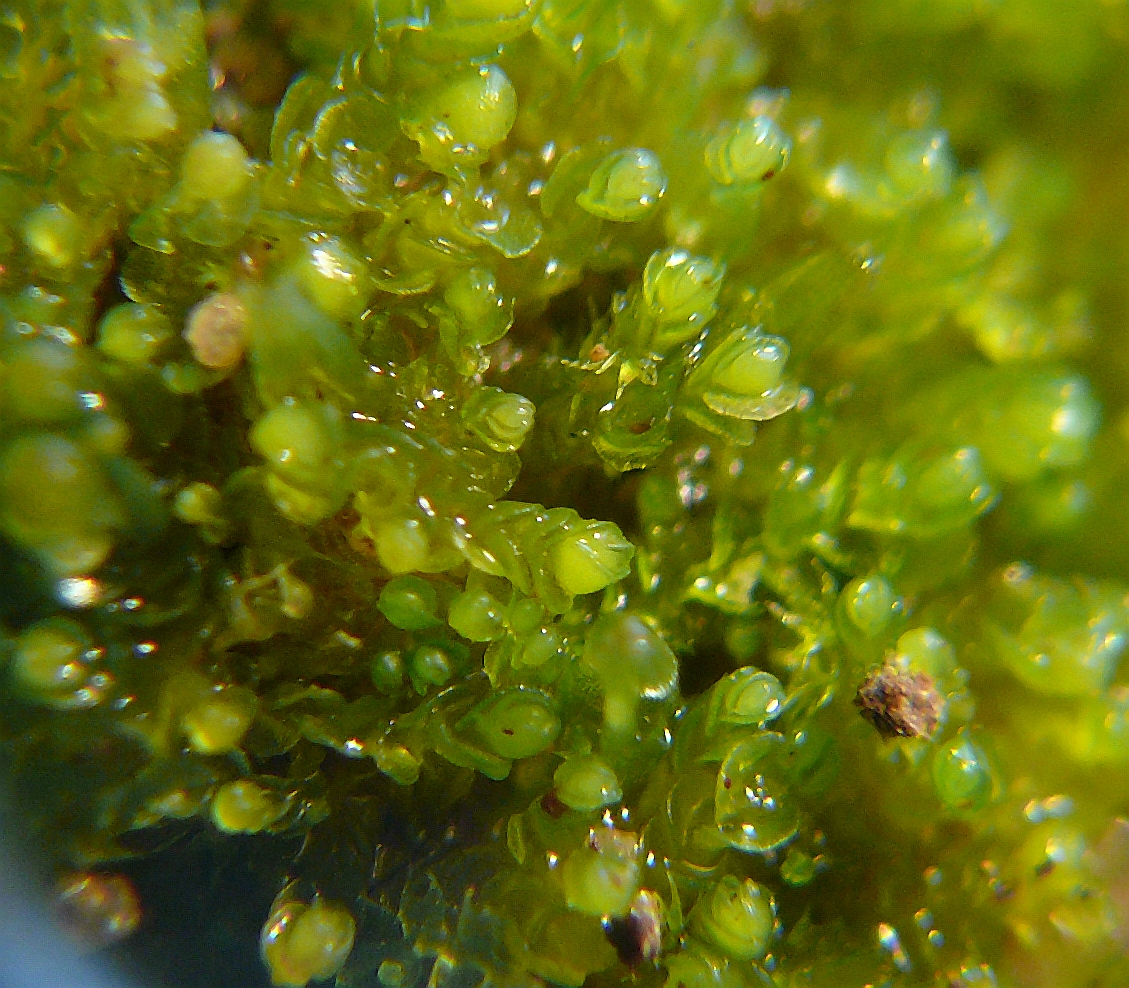
Nardia scalaris (Jungermanniidae).

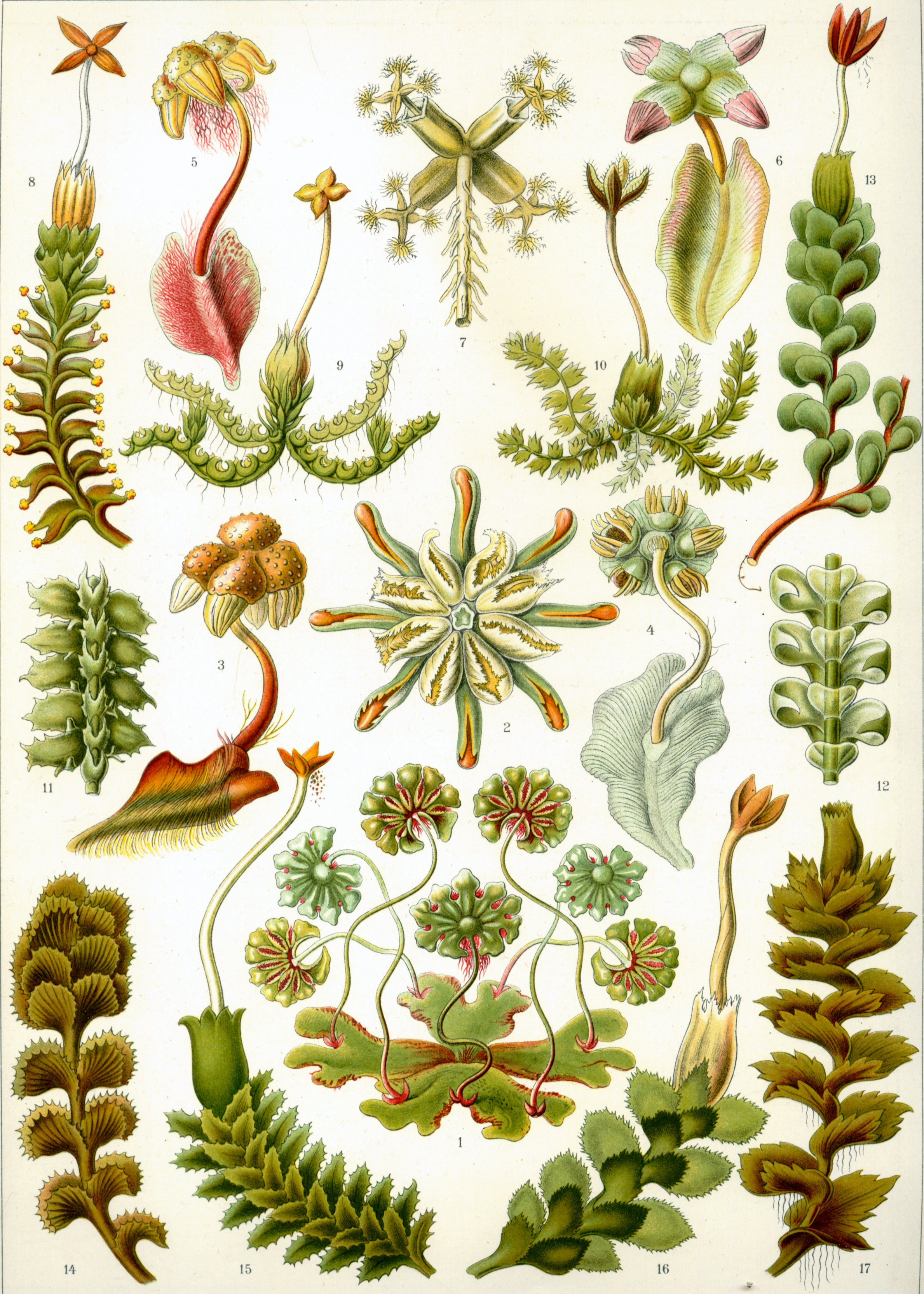
"Hepaticae" (gravura de Ernst Haeckel em Kunstformen der Natur, 1904).

Jungermanniopsida  Stotler & Stotl.-Crand.  é uma classe de plantas embriófitos, não vasculares, pertencente à divisão Marchantiophyta. Com uma diversidade estimada em 5000-7000 espécies, é a maior das três classes em que está repartida a divisão Marchantiophyta (hepáticas).

## Descrição
A classe Jungermanniopsida constituía o principal grupo da antiga divisão Hepaticophyta, agrupando entre 5 000 e 7 000 espécies, o que representa mais de três quartas partes de todas as hepáticas conhecidas. O epónimo do nome da classe é Ludwig Jungermann (1572-1653).
Embora a classe integre hepáticas talosas, a maioria das espécies são formas foliosas. A maioria das espécies crescem prostradas e apresentam ramificação dicotómica.
As formas foliosas compreendem o gametófito com filídios dispostos em duas filas, sem nervura principal. O espermatófito em geral abre-se por quatro valvas.
Os membros do agrupamento não apresentam gametangióforos no gametófito. O gametófito apresenta à sua superfície corpos oleosos e é taloso não diferenciado ou folioso. Todas as células apresentam corpos oleíferos.
Como não apresentam gametangióforos, o esporófito desenvolve-se directamente a partir do talo. O esporófito apresenta a parede do esporângio multiestratificada. A seta é longa e transparente.
A reprodução é maioritariamente assexual, através de propágulos que se desenvolvem sobre os filídios, sem receptáculo. O arquegónio está protegido por uma envoltura ou perianto. Na reprodução sexual, o ciclo é similar ao das Marchantiopsidas.

## Distribuição e ecologia
O grupo é muito abundante nos bosques tropicais, ombrosos, onde haja abundante humidade. Vivem directamente sobre húmus, ritidoma (casca) de árvores, sendo alguns grupos epífitas que vivem sobre folhas perenes de diversas árvores e arbustos. Algumas espécies podem viver flutuando na água.

## Sistemática e filogenia
Durante muito tempo o agrupamento taxonómico correspondente à actual classe Jungermanniopsida foi classificados em duas ordens: Jungermanniales e Metzgeriales. Avanços recentes em matéria de filogenia molecular levaram à alteração da circunscrição taxonómica do grupo e ao surgimento de três subclasses cujas relações filogenéticas, obtidas com base na análise dos dados de genética molecular disponíveis, permitem elaborar o seguinte cladograma da classe Jungermanniopsida:
|  | Pelliales                                                           |
|  |                                                                     |
|  | \| \| Pallaviciniales \| \| \| \| \| \| Fossombroniales \| \| \| \| |
|  |                                                                     |
|  | Pallaviciniales                                                     |
|  |                                                                     |
|  | Fossombroniales                                                     |
|  |                                                                     |

|  | Pallaviciniales |
|  |                 |
|  | Fossombroniales |
|  |                 |

|  | Pleuroziales |
|  |              |
|  | Metzgeriales |
|  |              |

|  | Porellales                                                      |
|  |                                                                 |
|  | \| \| Ptilidiales \| \| \| \| \| \| Jungermanniales \| \| \| \| |
|  |                                                                 |
|  | Ptilidiales                                                     |
|  |                                                                 |
|  | Jungermanniales                                                 |
|  |                                                                 |

|  | Ptilidiales     |
|  |                 |
|  | Jungermanniales |
|  |                 |

|  | Pleuroziales |
|  |              |
|  | Metzgeriales |
|  |              |

|  | Porellales                                                      |
|  |                                                                 |
|  | \| \| Ptilidiales \| \| \| \| \| \| Jungermanniales \| \| \| \| |
|  |                                                                 |
|  | Ptilidiales                                                     |
|  |                                                                 |
|  | Jungermanniales                                                 |
|  |                                                                 |

|  | Ptilidiales     |
|  |                 |
|  | Jungermanniales |
|  |                 |

|  | Pelliales                                                           |
|  |                                                                     |
|  | \| \| Pallaviciniales \| \| \| \| \| \| Fossombroniales \| \| \| \| |
|  |                                                                     |
|  | Pallaviciniales                                                     |
|  |                                                                     |
|  | Fossombroniales                                                     |
|  |                                                                     |

|  | Pallaviciniales |
|  |                 |
|  | Fossombroniales |
|  |                 |

|  | Pleuroziales |
|  |              |
|  | Metzgeriales |
|  |              |

|  | Porellales                                                      |
|  |                                                                 |
|  | \| \| Ptilidiales \| \| \| \| \| \| Jungermanniales \| \| \| \| |
|  |                                                                 |
|  | Ptilidiales                                                     |
|  |                                                                 |
|  | Jungermanniales                                                 |
|  |                                                                 |

|  | Ptilidiales     |
|  |                 |
|  | Jungermanniales |
|  |                 |

|  | Pleuroziales |
|  |              |
|  | Metzgeriales |
|  |              |

|  | Porellales                                                      |
|  |                                                                 |
|  | \| \| Ptilidiales \| \| \| \| \| \| Jungermanniales \| \| \| \| |
|  |                                                                 |
|  | Ptilidiales                                                     |
|  |                                                                 |
|  | Jungermanniales                                                 |
|  |                                                                 |

|  | Ptilidiales     |
|  |                 |
|  | Jungermanniales |
|  |                 |

A informação filogenética disponível suporta a seguinte classificação para o grupo:
- Pelliidae He-Nygrén et al. 2006
  - Pelliales He-Nygrén et al. 2006
    - Noterocladaceae Frey & Stech 2005
    - Pelliaceae von Klinggräff 1858

  - Pallaviciniales Frey & Stech 2005
    - Phyllothalliineae Schuster 1967
      - Phyllothalliaceae Hodgson 1964

    - Pallaviciniineae Schuster 1984
      - Sandeothallaceae Schuster 1984
      - Moerckiaceae Stotler & Crandall-Stotler 2007
      - Hymenophytaceae Schuster 1963
      - Pallaviciniaceae Migula 1904 [Dilaenaceae Müller 1940; Symphyogynaceae Reimers 1952]

  - Fossombroniales Schljakov 1972
    - Calyculariineae He-Nygrén et al. 2006
      - Calyculariaceae He-Nygrén et al. 2006

    - Makinoiineae He-Nygrén et al. 2006
      - Makinoaceae Nakai 1943

    - Fossombroniineae Schuster ex Stotler & Crandall-Stotler 2000 [Codoniineae]
      - Fossombroniaceae Hazsl. nom. cons. 1885 [Codoniaceae]
      - Allisoniaceae Schljakov 1975
      - Petalophyllaceae Stotler & Crandall-Stotler 2002
- Metzgeriidae Bartholomew-Began 1990
  - Pleuroziales Schljakov 1972
    - Pleuroziaceae Müller 1909

  - Metzgeriales Chalaud 1930
    - Metzgeriaceae von Klinggräff 1858 [ Vandiemeniaceae Hewson]
    - Aneuraceae von Klinggräff 1858 [ Riccardiaceae; Verdoorniaceae Inoue 1976]
- Jungermanniidae Engler 1893
  - Porellales Schljakov 1972
    - Porellineae Schuster 1963
      - Porellaceae Cavers 1910 nom. cons. [Macvicariaceae]
      - Goebeliellaceae Verdoorn 1932
      - Lepidolaenaceae Nakai 1943 [Jubulopsaceae]

    - Radulineae Schuster 1963
      - Radulaceae Müller 1909

    - Jubulineae Müller 1909
      - Frullaniaceae Lorch 1914
      - Jubulaceae von Klinggräff 1858
      - Lejeuneaceae Cavers 1910 [Metzgeriopsaceae]

  - Ptilidiales Schljakov 1972
    - Herzogianthaceae Stotler & Crandall-Stotler 2009
    - Ptilidiaceae von Klinggräff 1858
    - Neotrichocoleaceae Inoue 1974

  - Jungermanniales von Klinggräff 1858
    - Perssoniellineae Schuster 1963
      - Schistochilaceae Buch 1928 [Perssoniellaceae Schuster ex Grolle 1972]

    - Lophocoleineae Schljakov 1972
      - Lophocoleaceae Vanden Berghen 1956
      - Plagiochilaceae Müller & Herzog 1956
      - Lepicoleaceae Schuster 1963 [Vetaformataceae Fulford & Taylor 1963]
      - Lepidoziaceae Limpricht 1877 [Neogrollaceae]
      - Pseudolepicoleaceae Fulford & Taylor 1960 [Herzogiariaceae; Chaetocoleaceae]
      - Blepharostomataceae Frey & Stech 2008
      - Trichocoleaceae Nakai 1943
      - Grolleaceae Solari ex Schuster 1984
      - Mastigophoraceae Schuster 1972
      - Herbertaceae Müller ex Fulford & Hatcher 1958

    - Cephaloziineae Schljakov
      - Adelanthaceae Grolle 1972 [Jamesoniellaceae He-Nygrén et al. 2006]
      - Anastrophyllaceae Söderström et al. 2010b
      - Cephaloziaceae Migula 1904
      - Cephaloziellaceae Douin 1920 [Phycolepidoziaceae Schuster 1967]
      - Scapaniaceae Migula 1904 [Diplophyllaceae Potemk. 1999; Chaetophyllopsaceae Schuster 1960]
      - Lophoziaceae Cavers 1910

    - Myliineae Engel & Braggins ex Crandall-Stotler et al.
      - Myliaceae Schljakov 1975

    - Jungermanniinae Schuster ex Stotler & Crandall-Stotler 2000
      - Arnelliaceae Nakai 1943
      - Blepharidophyllaceae Schuster 2002
      - Endogemmataceae Konstantinova, Vilnet & Troitsky 2011
      - Harpanthaceae Arnell 1928
      - Hygrobiellaceae Konstantinova & Vilnet 2014
      - Jackiellaceae Schuster 1972
      - Notoscyphaceae Crandall-Stotler, Vana & Stotler
      - Saccogynaceae Heeg
      - Southbyaceae Váňa et al. 2012
      - Trichotemnomataceae Schuster 1972
      - Balantiopsidaceae Buch 1955 [Isotachidaceae]
      - Chonecoleaceae Schuster ex Grolle 1972
      - Brevianthaceae Engel & Schuster 1981
      - Geocalycaceae von Klinggräff 1858
      - Gyrothyraceae Schuster 1970
      - Solenostomataceae Stotler & Crandall-Stotler 2009
      - Stephaniellaceae Schuster 2002
      - Acrobolbaceae Hodgson 1962
      - Calypogeiaceae Arnell 1928 [Mizutaniaceae Furuki & Iwatsuki 1989]
      - Jungermanniaceae Reichenbach 1828 [Mesoptychiaceae Inoue & Steere 1975; Delavayellaceae Schuster 1961]
      - Antheliaceae Schuster 1963
      - Gymnomitriaceae von Klinggräff 1858

## Literatura
- Jan-Peter Frahm: Biologie der Moose. Spektrum Akademischer Verlag, Heidelberg/ Berlin 2001, ISBN 3-8274-0164-X.
- Jan-Peter Frahm, Wolfgang Frey, J. Döring: Moosflora. 4., neu bearbeitete und erweiterte Auflage. Ulmer, Stuttgart 2004, ISBN 3-8001-2772-5. (UTB für Wissenschaft, Band 1250, ISBN 3-8252-1250-5)

## Galeria

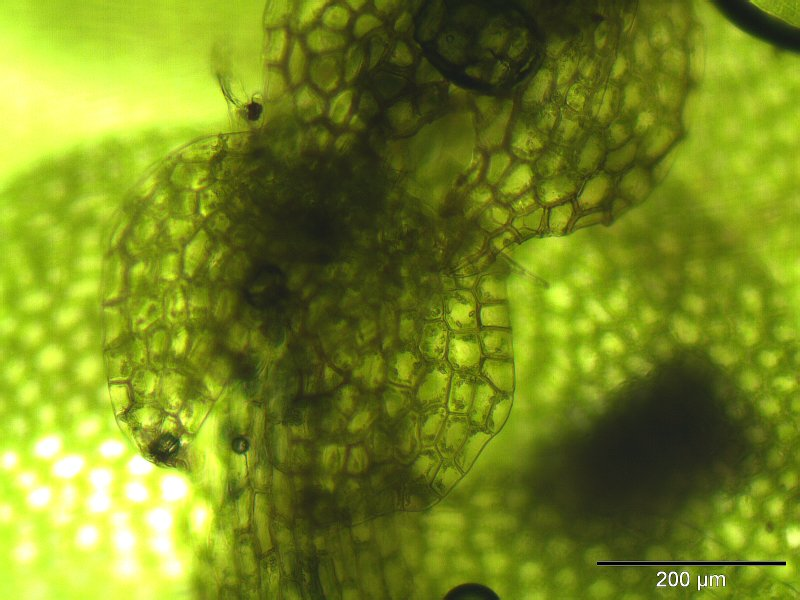
Calypogeia fissa
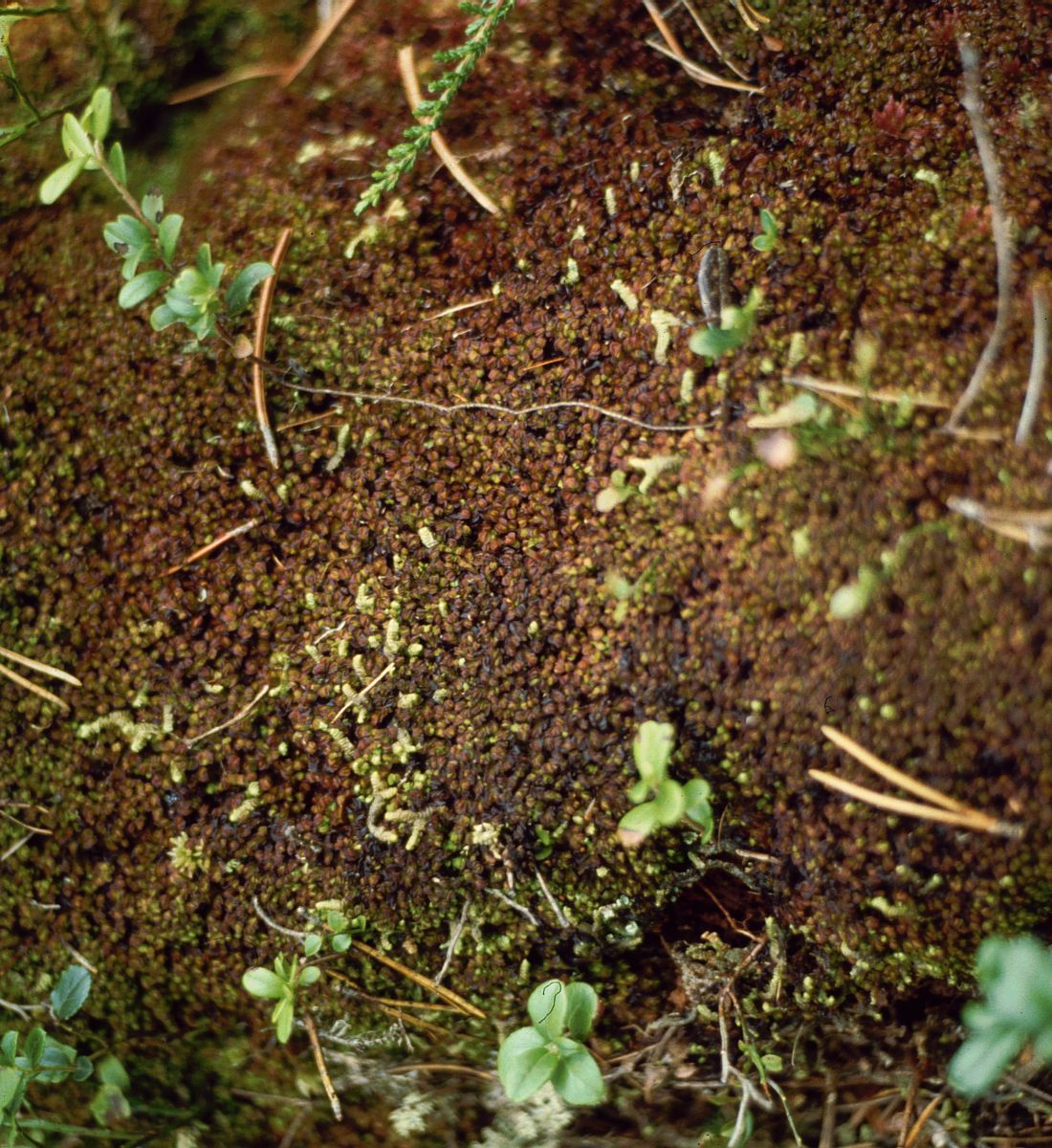
Mylia taylori
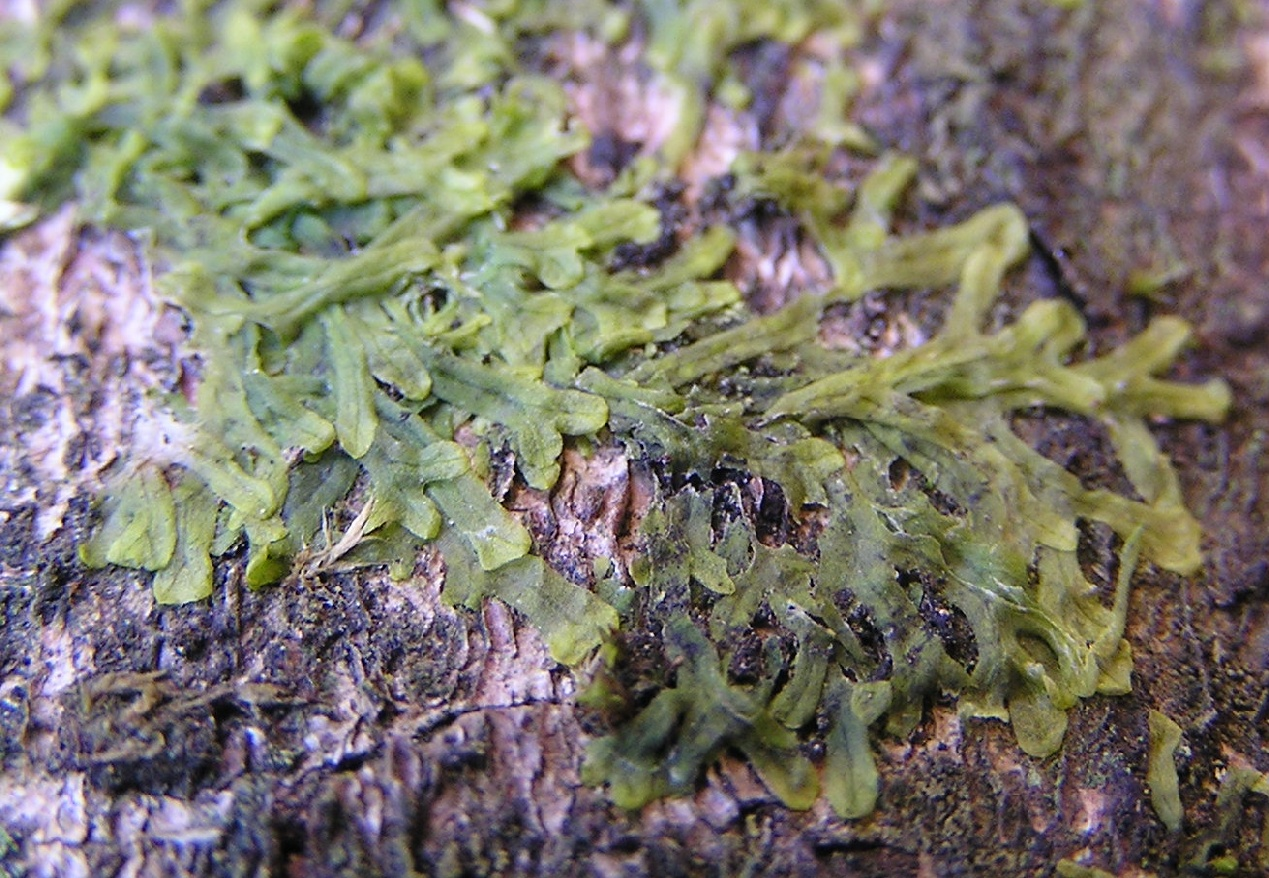
Metzgeria furcata
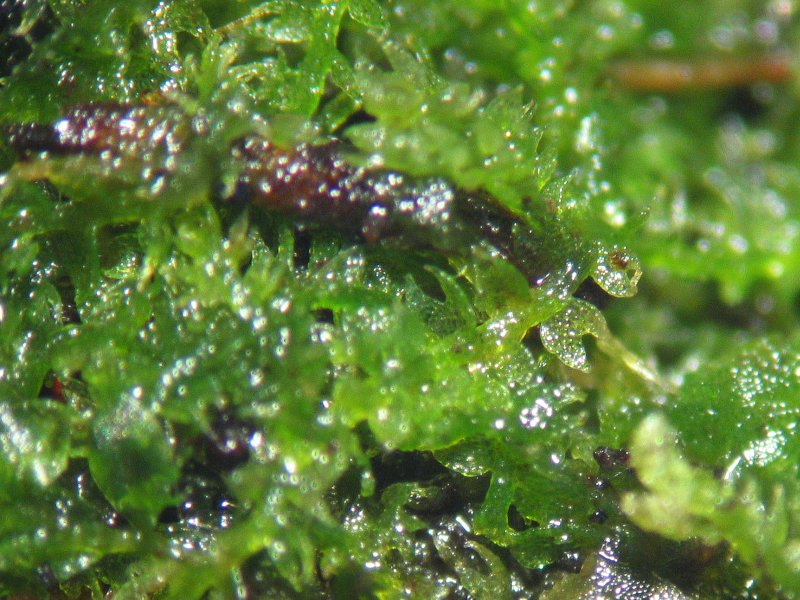
Cephalozia bicuspidata
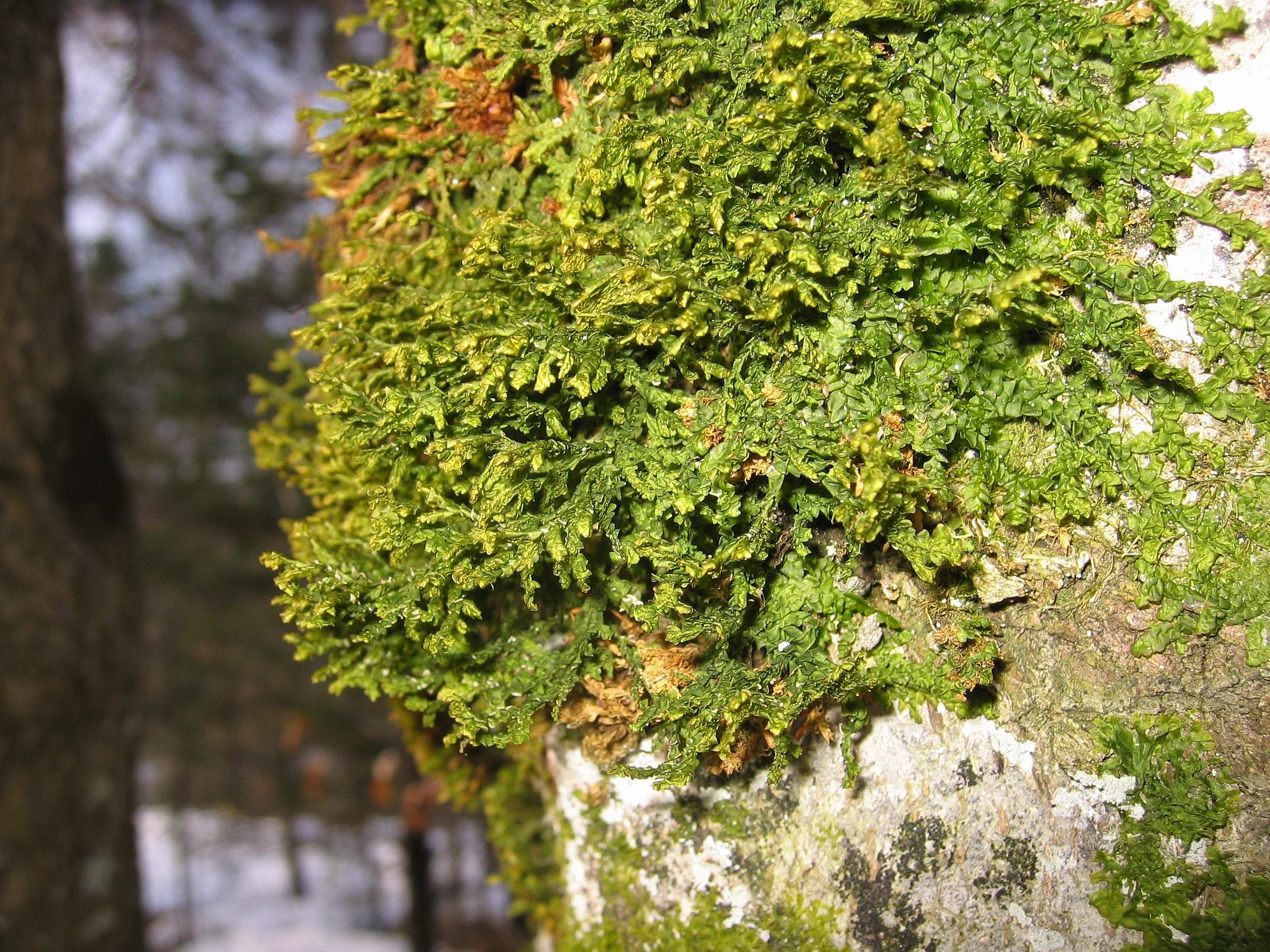
Porella platyphylla
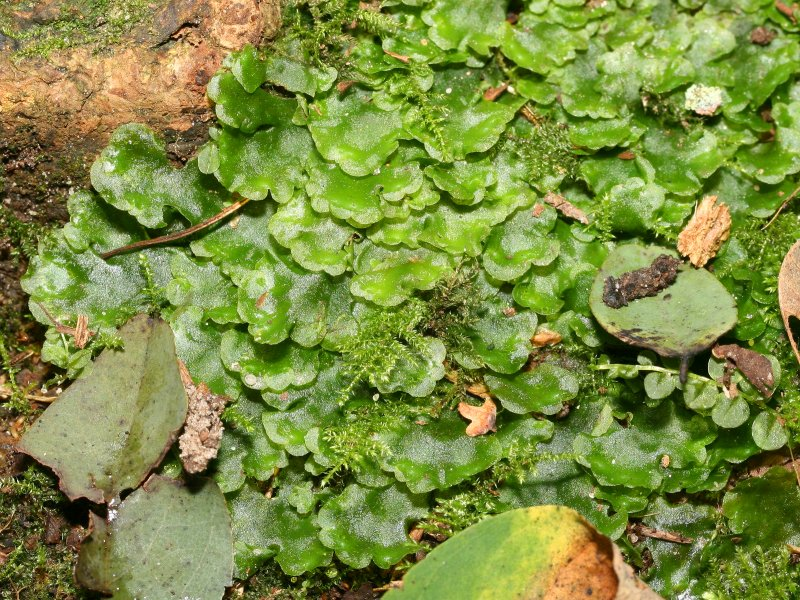
Pellia epiphylla